# Karl Vernon
Karl Vernon (Neuenahr, Renània-Palatinat, Alemanya, 19 de juny de 1880 – Worthing, West Sussex, 11 de juliol de 1973), a vegades conegut pel sobrenom The Bean, va ser un remer britànic que va competir a començaments del segle xx.
Nascut a Neuenahr, Alemanya, al voltant de 1904 s'incorporà al Thames Rowing Club, destacant per primera vegada el 1906 a la Henley Royal Regatta, quan amb Julius Beresford fou segon a la Silver Goblets i a la Thames Cup, en un vuit en què també hi havia Bruce Logan. Beresford i Vernon tornaren a ser segons a la Silver Goblets el 1907 i 1908.
La tardor de 1907 Vernon i Beresford, juntament amb Logan i Charles Rought passaren a formar un nou quatre al Thames Rowing Club. Aquest quatre va romandre junt els següents cinc anys, guanyant la Steward Challenge Cup a la Henley el 1909 i 1911.
El 1912 va prendre part en els Jocs Olímpics d'Estocolm, on guanyà la medalla de plata en la competició del quatre amb timoner del programa de rem, formant equip amb Julius Beresford, Charles Rought, Bruce Logan i Geoffrey Carr.
Durant la Primera Guerra Mundial va servir a la Royal Army Medical Corps i va ser reconegut amb la Medalla Militar.
Posteriorment fou entrenador habitual al Thames Rowing Club i en nombrosos clubs universitaris. Entre 1930 i 1932 fou capità del seu club i el 1943 vicepresident.